# ألكساندر هورفات
ألكساندر هورفات (مواليد 28 ديسمبر 1938) هو لاعب كرة قدم. لعب مع منتخب تشيكوسلوفاكيا لكرة القدم. سبق له أن لعب في كأس العالم لكرة القدم مع منتخب بلاده.

## روابط خارجية
- ألكساندر هورفات على موقع الاتحاد الدولي (مؤرشف)  (الإنجليزية)
- ألكساندر هورفات على موقع الاتحاد الأوربي (الإنجليزية)
- ألكساندر هورفات على موقع قاعدة بيانات كرة القدم.إي يو (الإنجليزية)
- ألكساندر هورفات على موقع ناشيونال فوتبول تيمز (الإنجليزية)
- ألكساندر هورفات على موقع عالم كرة القدم.نت (الإنجليزية)